# مرادآباد (ارزوئیه)
مرادآباد (بافت)، روستایی از توابع بخش ارزوئیه شهرستان بافت در استان کرمان ایران است.

## جمعیت
این روستا در دهستان ارزوئیه قرار دارد و براساس سرشماری مرکز آمار ایران در سال ۱۳۸۵، جمعیت آن ۳۸ نفر (۸خانوار) بوده‌است.